# Plusia mendocinensis
Plusia mendocinensis là một loài bướm đêm trong họ Noctuidae.